# Jaka Lakovič
Jaka Lakovič (* 9. Juli 1978 in Ljubljana, SFR Jugoslawien) ist ein ehemaliger slowenischer Basketballspieler und heutiger -trainer.

## Spielerlaufbahn

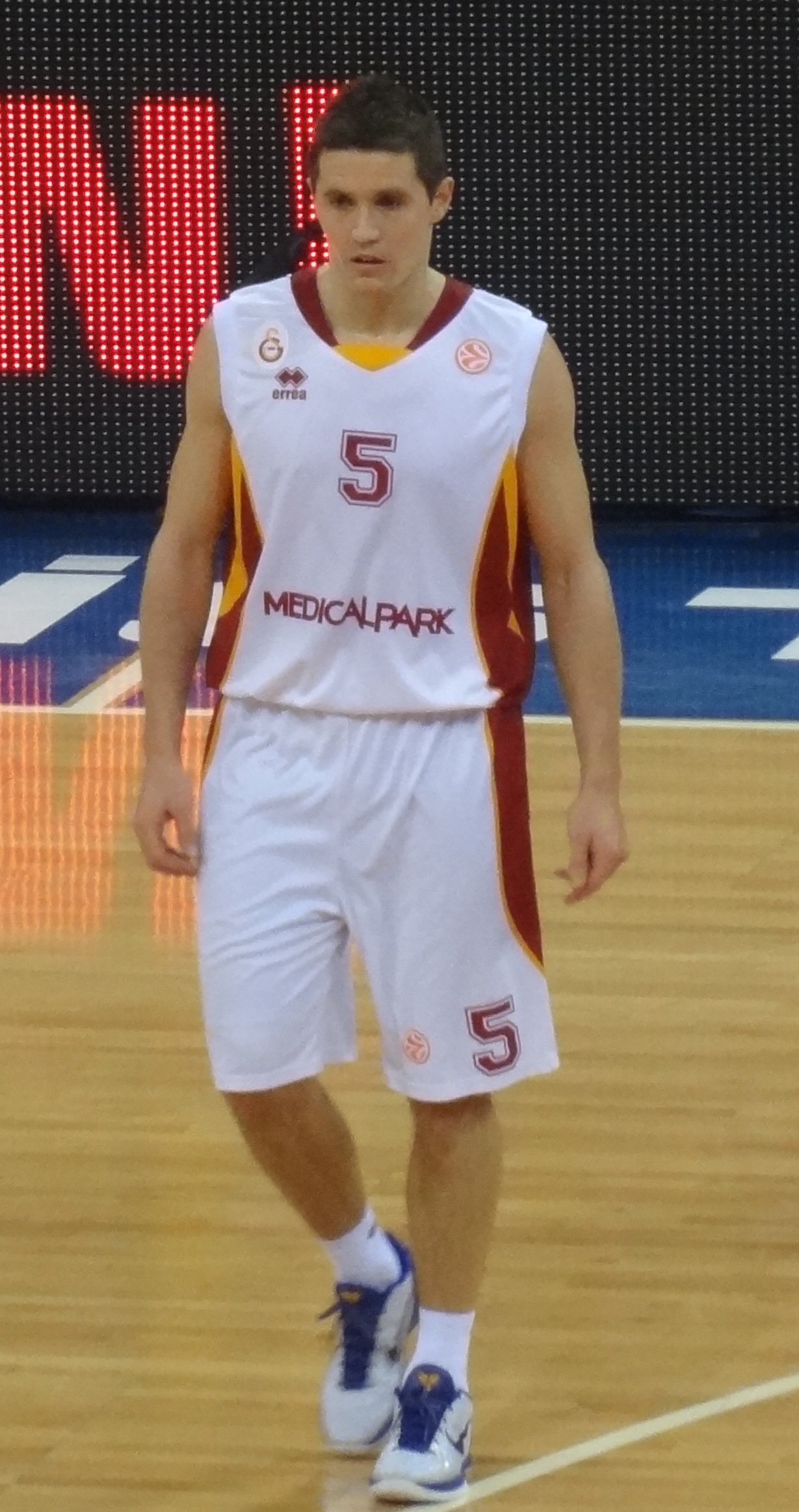
Lakovič im Trikot von Galatasaray

### Vereinskarriere
Lakovič fing seine Karriere 1996 bei KD Slovan Ljubljana an. 2001 wechselte er zu Krka Novo mesto, mit dem er auch erstmals in der EuroLeague an den Start ging und gleich in der ersten Saison mit 20,9 Punkten und 3,8 Assists im Schnitt auf sich aufmerksam machte. Zwar reichten seine Leistungen nicht, um sich für die K.O.-Runde des Wettbewerbs zu qualifizieren, mit seinem anschließenden Vereinswechsel im Jahr 2002 zum europäischen Spitzenverein Panathinaikos Athen hatte Lakovič dennoch seinen internationalen Durchbruch geschafft.
In Griechenland wurde er Stammspieler und gewann in den folgenden vier Jahren vier nationale Meisterschaften und konnte zudem drei Mal mit Panathinaikos den Pokal erringen. 2006 wechselte Lakovič zum FC Barcelona, wo er für fünf Jahre unter Vertrag stand und 2010 die EuroLeague gewann.
Der Spielmacher stand später in der Türkei bei Galatasaray Istanbul unter Vertrag, es folgte ein Wechsel nach Italien, ein erneuter Abstecher in die Türkei sowie zum Abschluss seiner Spielerzeit ein Jahr in der zweiten Mannschaft des FC Barcelona.

### Nationalmannschaft
Lakovič war von 2001 bis 2014 ein fester Bestandteil der slowenischen Nationalmannschaft und teils auch Kapitän. Er nahm mit der Auswahl seines Landes an den Weltmeisterschaften 2006 und 2010, den EM-Turnieren 2001, 2003, 2005, 2007, 2009, 2011, 2013 sowie an der Olympia-Ausscheidungsrunde 2008 teil.

## Trainerlaufbahn
Bei der EM 2017 war Lakovič Co-Trainer der slowenischen Nationalmannschaft, die Europameister wurde. Im Spieljahr 2017/18 gehörte Lakovič als Co-Trainer zum Stab des spanischen Erstligisten Bilbao Basket. Ende April 2018 wurde ihm für die restliche Spielzeit das Amt des Cheftrainers übertragen. Anschließend war der Slowene 2018/19 als Co-Trainer bei einem weiteren Erstligisten Spaniens, Joventut de Badalona, tätig. Im Juni 2019 wurde er als neuer Cheftrainer des Bundesligisten Ratiopharm Ulm vorgestellt. Er förderte in Ulm den Franzosen Killian Hayes, der ein Jahr in seiner Mannschaft spielte und dann den Sprung in die NBA schaffte. Nach dreijähriger Amtszeit verließ Lakovič Ulm und kehrte durch seinen Wechsel zu CB Gran Canaria in die spanische Liga ACB zurück. Im Spieljahr 2022/23 gewann er mit der Mannschaft den europäischen Vereinswettbewerb EuroCup. 2025 stand er mit Gran Canaria wieder in den EuroCup-Endspielen, verlor aber gegen Hapoel Tel Aviv.

## Erfolge
Als Spieler
- Griechischer Meister: 2003, 2004, 2005, 2006
- Spanischer Meister: 2009, 2011
- Griechischer Pokalsieger: 2003, 2005, 2006
- Spanischer Pokalsieger: 2007, 2010, 2011
- EuroLeague-Sieger: 2010
- Silbermedaille U22-EM: 1998

Als Trainer
- Europameister: 2017 (Co-Trainer)
- EuroCup-Sieger: 2023

## Auszeichnungen
Als Spieler
- MVP des Finales der griechischen Meisterschaft: 2003, 2005
- MVP des griechischen Pokalfinales: 2005
- All-EuroLeague 2nd Team: 2005
- Europameisterschaft 2nd Team: 2005
- Teilnahmen am slowenischen All Star Game: 2001
- Teilnahmen am griechischen All Star Game: 2003, 2005, 2006
- Teilnahmen an Europameisterschaften: 2003, 2005, 2007, 2009, 2011
- Teilnahmen an Weltmeisterschaften: 2006, 2010